# 极速前进30
《极速前进30》（The Amazing Race 30），是CBS的流行真人競賽節目《极速前进》的第三十季。本季有十一支有既定关系的队伍為最終大獎——一百萬美元進行環球旅行競賽。

## 製作

### 發展及拍攝

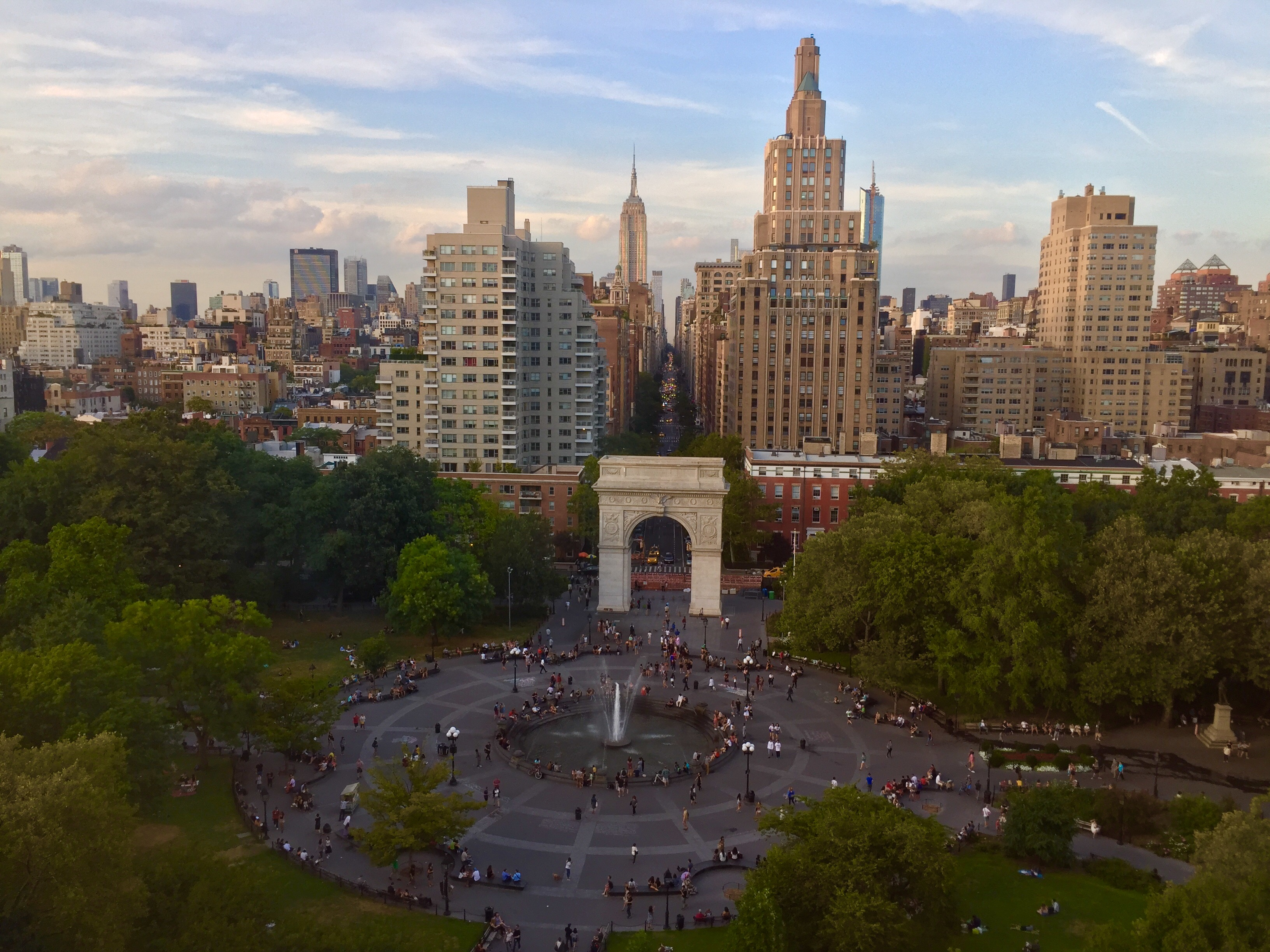
第三十季极速前进于2017年10月1日，在纽约华盛顿广场公园开拍。

本季于美国时间2017年10月1日在纽约华盛顿广场公园公开起跑。本季是继第二十五季，第二十七季之后的第三次公开起跑。节目组在官方网站放出起跑时间并邀请节目粉丝一同参与起跑活动。
本季首次引入对抗任务（ "Head-to-Head"），两组选手在赛段中将直接对决。类似对抗任务已在若干其他国家和地区版本中出现，包括拉丁美洲版，以色列版，挪威版，菲律宾版，全明星中国版和加拿大版。全明星中国版在第二季及第三季中加入对抗任务。
极速前进本季将首次到访巴林。

### 參賽者
真人秀节目老大哥第19季中情侣Jessica Graf和Cody Nickson最早披露参赛 。完整11队参赛选手信息于2017年12月7日放出。本季参赛者包括了篮球运动员塞德里克·塞巴洛斯和肖恩·马里昂。美国印第赛车运动员康纳·戴利和亚历山大·罗西。自由式滑雪运动员克里斯蒂·莱丝基恩和珍·胡达客,大胃王比赛冠军喬伊·徹斯納特和蒂姆·贾努斯，以及来自耶鲁大学，并获得2017年辩论赛世界冠军的Henry Zhang和搭档Evan Lynack。

## 比賽結果
因為可能要增刪一些資料，此列表並不一定會完全反映所有播映版本的內容。下表列出的隊員關係為節目拍攝時期的狀態，關係描述為官方版本。
| 隊伍             | 队员关系             | 队伍名称          | 分段比賽成績 | 分段比賽成績 | 分段比賽成績 | 分段比賽成績 | 分段比賽成績 | 分段比賽成績 | 分段比賽成績 | 分段比賽成績 | 分段比賽成績 | 分段比賽成績 | 分段比賽成績 | 分段比賽成績 | 路障完成情况        |
| 隊伍             | 队员关系             | 队伍名称          | 1            | 2+           | 3            | 4+           | 5            | ⋐6⋑          | 74           | 8            | 9            | 10           | 11           | 12           | 路障完成情况        |
| ---------------- | -------------------- | ----------------- | ------------ | ------------ | ------------ | ------------ | ------------ | ------------ | ------------ | ------------ | ------------ | ------------ | ------------ | ------------ | ------------------- |
| Cody & Jessica   | 老大哥情侣           | Team Big Brother  | 2nd          | 1st          | 5th          | 2nd          | 6th          | 6th⊃         | 5th          | 5th⊂         | 4th          | 2nd          | 2nd          | 1st          | Cody 6, Jessica 3   |
| Henry & Evan     | 情侣辩论手           | Team Yale         | 3rd          | 8th          | 1st          | 6th          | 4th          | 3rd          | 3rd          | 4th⋐         | 3rd          | 4th          | 1st          | 2nd          | Henry 4, Evan 5     |
| Kristi & Jen     | 滑冰运动员           | Team Extreme      | 1st          | 3rd          | 3rd          | 3rd          | 2nd          | 1st          | 5th          | 2nd          | 2nd          | 3rd          | 3rd          | 3rd          | Kristi 4, Jen 5     |
| Alex & Conor     | 印第赛车赛车手       | Team IndyCar      | 5th          | 5th          | 2nd          | 1st          | 5th          | 4th          | 1st          | 3rd⋑         | 1st          | 1st          | 4th6         |              | Alex 4, Conor 4     |
| Lucas & Brittany | 情侣→订婚海岸救生员3 | Team Ocean Rescue | 7th          | 6th          | 8th          | 8th          | 1st          | 5th          | 1st          | 1st⊃         | 5th5         |              |              |              | Lucas 3, Brittany 3 |
| Eric & Daniel    | 双胞胎战地急救员     | The Firefighters  | 8th          | 9th          | 7th          | 7th          | 3rd          | 2nd          | 3rd          | 6th          |              |              |              |              | Eric 3, Daniel 3    |
| Trevor & Chris   | 情侣小提琴家         | Team Well Strung  | 4th          | 4th          | 4th          | 5th          | 7th          | 7th⊂         |              |              |              |              |              |              | Trevor 3, Chris 3   |
| Joey & Tim       | 职业大胃王对手       | Team Chomp        | 6th          | 7th          | 6th          | 4th          | 8th          |              |              |              |              |              |              |              | Joey 2, Tim 3       |
| Cedric & Shawn   | 前NBA球星            | Team Slam Dunk    | 9th1         | 2nd          | 9th          | 9th−         |              |              |              |              |              |              |              |              | Cedric 2, Shawn 2   |
| April & Sarah    | 山羊瑜伽辣妈导师     | Team Goat Yoga    | 10th         | 10th−        |              |              |              |              |              |              |              |              |              |              | April 0, Sarah 2    |
| Dessie & Kayla   | 健美模特儿           | The Ring Girls    | 11th2        |              |              |              |              |              |              |              |              |              |              |              | Dessie 1, Kayla 0   |

- 紅 : 該隊已被淘汰
- 橙色+：该赛段含有“对抗”（Head to Head）。橙色-：表示该队伍输掉最后一次对决并被淘汰。
- 下線藍：該隊最後抵達非淘汰提示站，他們須在下賽段接受「減速障礙」（Speed Bump）任務。
- 棕⊃或青⊃：該隊為兩隊中，使用「雙重迴轉」（Double U-turn）之其中一隊隊伍；⊂或⋐是被指定迴轉的队伍。⊂ ⋑表示回转未使用。
- 紫ε：該隊於賽段中使用「迅速通關卡」（Express Pass）。洋紅ə：該隊於賽段中使用，獲另一隊給予的第二張「迅速通關卡」。
- 綠ƒ：該隊贏得「通行證」（Fast Forward）；而附有ƒ的賽程號碼表示雖然該賽段有通行證但並無隊伍選擇使用。
- 下线黑：該賽段提示站並無設強制休息時段，隊伍被指示立即進入下一賽段繼續比賽，而本賽段的首名隊伍不會獲賽段獎項。

1. ^ Cedric & Shawn 第8名到達，在中繼站被罰時30分鐘，因為Cedric在路障出聲幫助Shawn. Eric & Daniel 在他們罰時中間到達，所以Cedric & Shawn變成第9名。
2. ^ April & Sarah and Dessie & Kayla 到達時間很接近，節目組首次以慢動作重播決定到達次序。結果因Dessie 是最後一個踏上墊子，所以Dessie & Kayla 組被淘汰出局。
3. ^ 在Lucas & Brittany到達第五段中途站時，Lucas向Brittany求婚並且成功。
4. ^ 本赛段各组需交换队员。交换结果为：Cody 和 Jen, Jessica 和 Kristi, Lucas 和 Conor, Brittany 和 Alex, Henry 和 Eric, Evan 和 Daniel。不过在中继站报到的队伍，人员组成需为原始队员。实际到达顺序为：Cody & Jen 第一, Brittany & Alex 第二, Lucas & Conor 第三, Daniel & Evan 第四, Eric & Henry 第五, Jessica & Kristi 第六。 属于同组的两队均到达中继站后，队员换回，一起报到。
5. ^ Lucas将护照遗失在哈拉雷到亚的斯亚贝巴的转机航班上。他们无法同其他队伍一起飞走，而后入境阿联酋在美国使馆补办护照。结果他们在所有其他队伍抵达中继站几个小时之后才到达麦纳麦。当Lucas & Brittany抵达第一条线索指向的巴林金融港时，Phil出现并告诉他们已经被淘汰出局。
6. ^ 其他队伍已经全部抵达中继站后，Alex & Conor仍然被困在兰桂坊。主持人Phil直接前往兰桂坊并告知他们已被淘汰。

## 每集標題語錄
每集標題通常引用自參加者說過的話。

## 獎項
個人獎項颁發给每赛段的冠軍隊伍。所有旅程都是由Travelocity提供。
- 第一段 - 双人圣托里尼之旅
- 第二段 - 每人2500美元
- 第三段 - 双人苏黎世之旅
- 第四段 - 每人5000美元
- 第五段 - 双人巴厘岛之旅
- 第六段 - 双人珀斯之旅
- 第七段 - 无[a]
- 第八段 - 双人圣卢西亚之旅
- 第九段 - 每人7500美元
- 第十段 - 双人库拉索之旅
- 第十一段 - 无
- 第十二段 - 一百萬美元

## 旅程
美国 →  冰島 →  比利时 →  摩洛哥 →  法國 →  捷克 →  辛巴威 →  巴林 →  泰國 →  香港 →  美国

## 賽段摘要

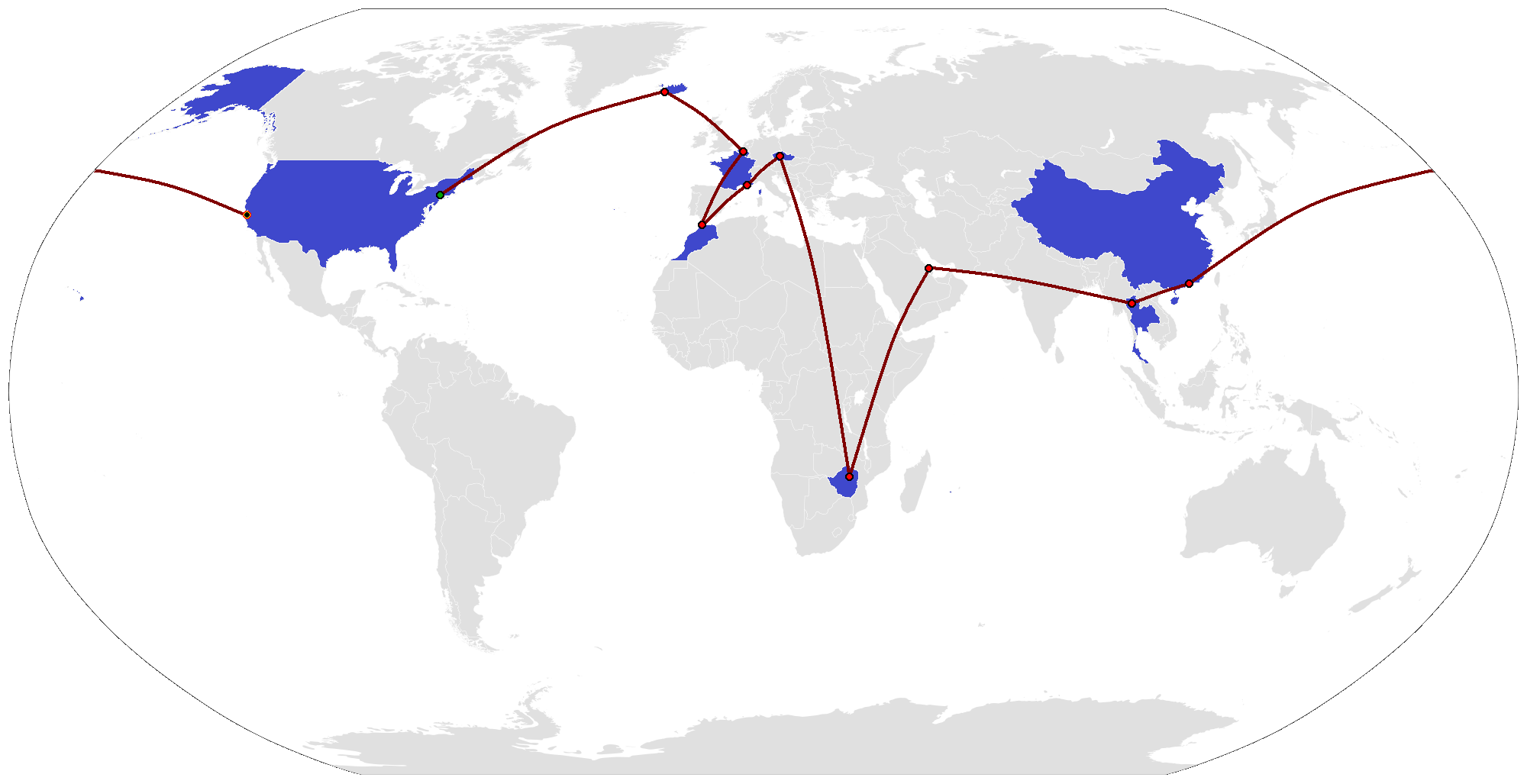
本季完整比赛路线和比赛中所造访的国家。

### 第一段（美國 → 冰岛）

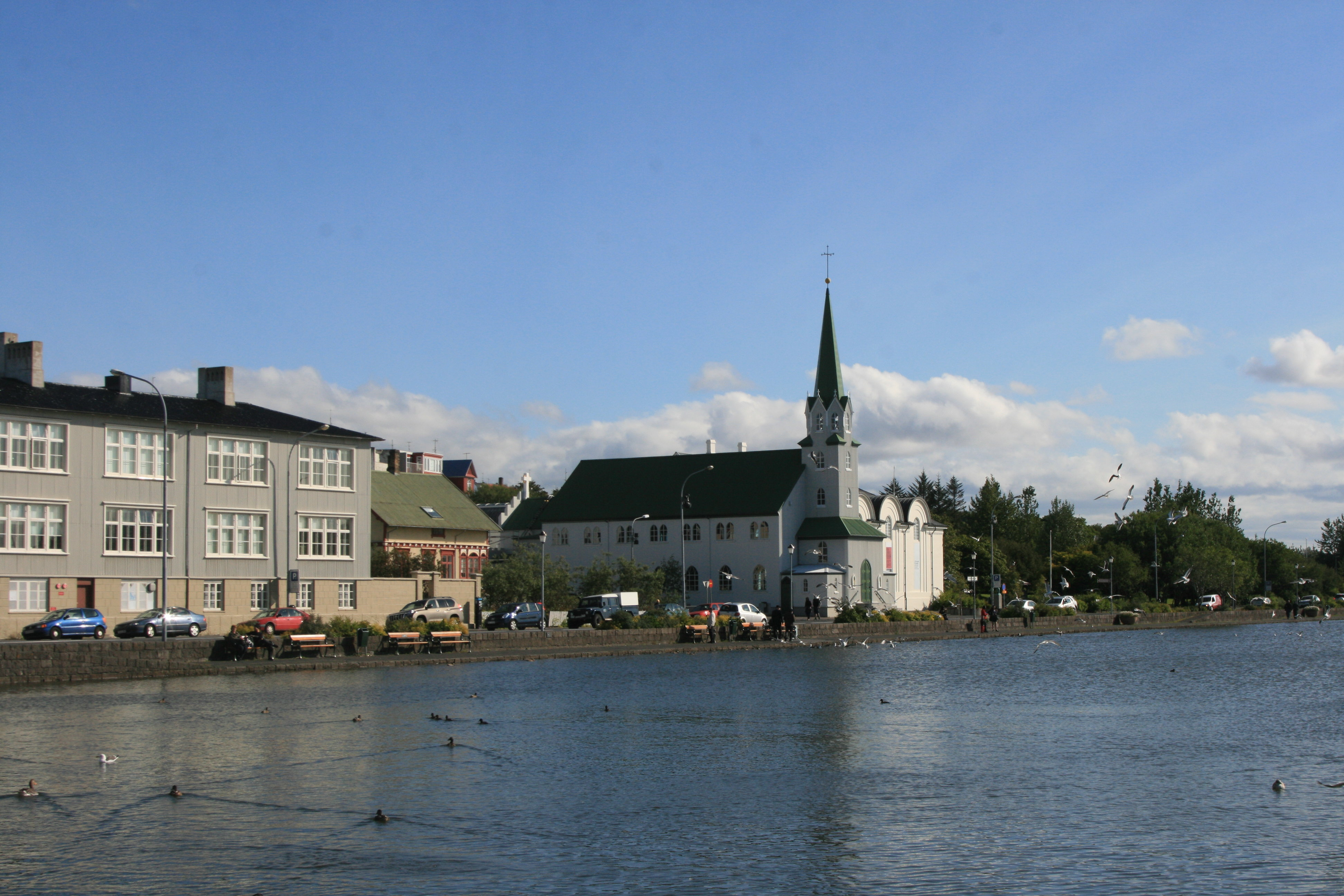
第一赛段终点冰岛托宁湖， 俯瞰雷克雅未克天际线。

- 美国，纽约州，纽约华盛顿广场公园 （起跑線）[AT1]
- 纽约（约翰·肯尼迪国际机场）到  冰岛，雷克雅維克（凱夫拉維克國際機場）
- Borgarbyggð（基特吉富（Geitá (Hvítá)）瀑布（德文））[AT2]
- 莫斯费德斯拜尔（埃夏山山麓）
- 雷克雅未克（Ingólfstorg广场（冰岛语））[AT3]
- 雷克雅未克（托宁湖 – Iðnó Menningarhús （冰岛语））

本赛段任务摘要：
路障：我必须要拼写出来吗？（Do I Have to Spell It Out?）：每个队伍的一名成员需乘上由专业司机驾驶的沙滩车在埃夏山山脚下穿梭。在无法做笔记的情况下，队员需记下摆放在河床上的11个冰岛字母，并需留意到每个字母上标有一个数字。队员到时候需要按照数字顺序排列这些字母，以便拼出下一个目的地的位置：ingólfstorg。当他们按顺序正确摆放好字母后，队伍将获得下一线索。
附加任务
[AT1]：在主持人菲尔说“开始”之后，队伍必须进入身后水池，在公园的喷泉下方找到第一条线索，然后前往约翰肯尼迪国际机场，前七个到达的队伍搭乘第一架班机。
[AT2]：当队伍到达基特吉富之后，一名队员需挂上溜索在 Geitá 河峡谷之上滑行，直到他们能抓到一面悬挂在索绳上的冰岛国旗，而后另一名队员要将他拉回到峡谷边缘的出发点。汇合后，队伍可以用国旗换取下一个线索。
[AT3]：在Ingólfstorg广场，队伍需找到一组大力士，接着 CrossFit Games 比赛冠军 Katrín Davíðsdóttir 向队员提出两个有关冰岛招牌饮品的问题："被冰岛人称之为“黑死病”的饮料是什么？"（布兰宁明酒 Brennivín），"什么是'索西加里许 Þorskalýsi'？"（鱼肝油）。队伍给出正确答案后，Katrín Davíðsdóttir 将向队伍提供两种饮品各一子弹杯。在两名队员各饮下一杯饮品后，他们将获得下一线索。

### 第二段（冰岛 → 比利时）
首播日期：2018年1月10日

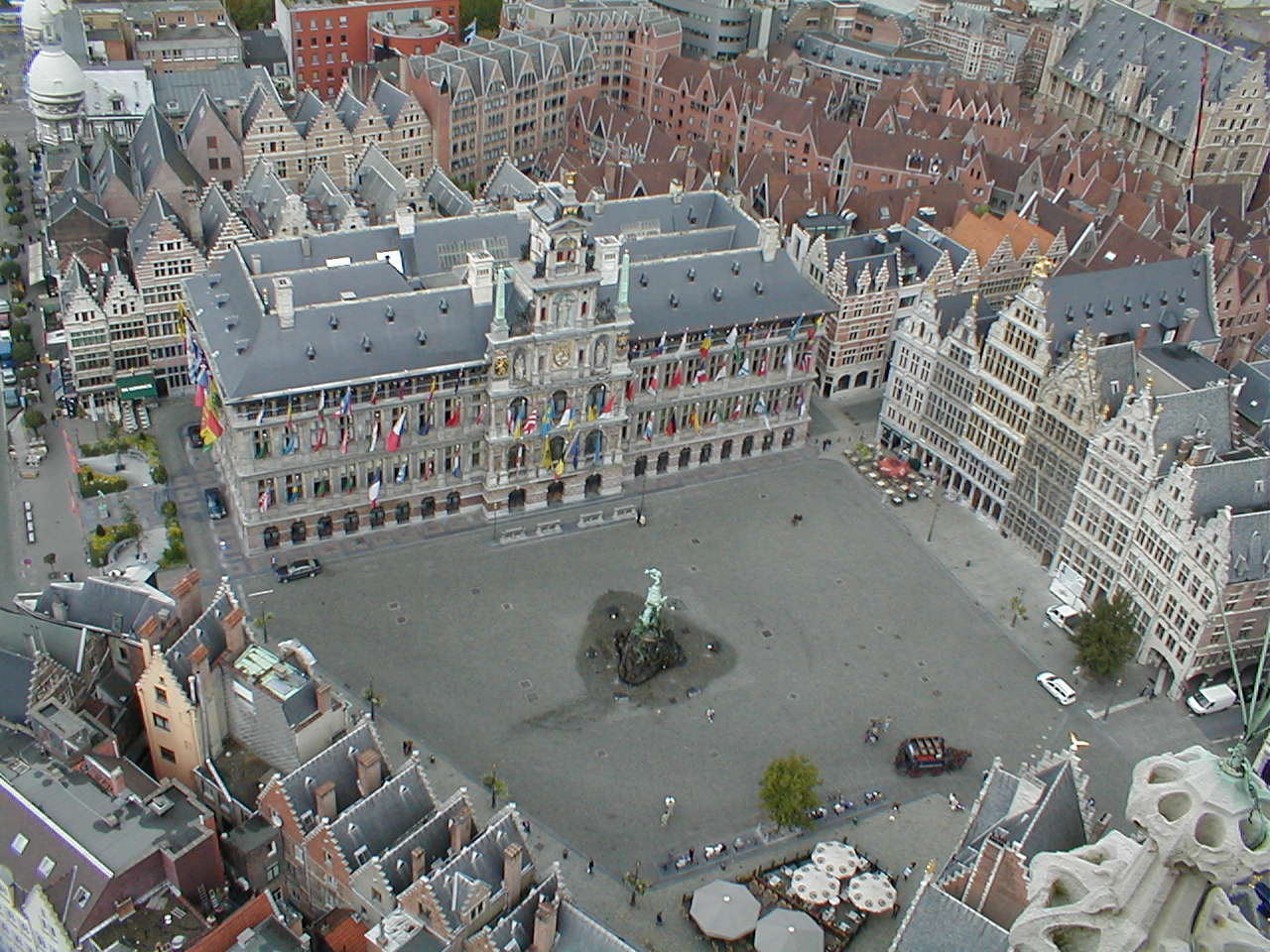
安特卫普大广场，作为极速前进第一次举行对抗任务的地点，也是第二站的中继站。

- 雷克雅未克（凯夫拉维克国际机场）到   荷兰 ，阿姆斯特丹（阿姆斯特丹斯希普霍尔机场）[AT1]
- 阿姆斯特丹（斯希普霍尔机场火车站） 到   比利时，安特卫普（安特卫普中央车站）
- 安特卫普（梅厄宫（荷兰语：Paleis op de Meir） （荷兰文） – The Chocolate Line （页面存档备份，存于））[AT2]
- 安特卫普（威廉码头（荷兰语：Willemdok） （荷兰文））
- 安特卫普（普朗坦-莫雷图斯博物馆 或 安特卫普钻石区–安特卫普钻石交易所）[AT3]
- 安特卫普（安特卫普大广场）（对抗）

本赛段任务摘要：
路障：谁想登高望远？（Who's ready to get high?）：队伍需前往安特卫普海滨找到“SkyClimb（空中攀岩）”，四条悬索梯由起重机吊起。一名队员需在起重机将梯子拉到顶端之前爬上100英尺（30米）到悬索梯的顶部，拿到下一线索。
绕道：队伍要选择“古老印刷机”或“钻石估值”任一任务。
- 古老印刷机（Old Print）：队伍需前往普朗坦-莫雷图斯博物馆，在那里每张桌子都放有印着下一线索的字条，而队伍需要按照字条上的字母顺序正确排列镜像字模，然后拿着排好的模板使用凸版印刷机进行印刷。如果结果正确，队伍便可以带着所印刷的线索继续比赛。
- 钻石估值（Diamond Glint）：队伍需前往位于安特卫普钻石区的安特卫普钻石交易所，在那里队伍需要测量三颗钻石的重量，颜色和清晰度。在对钻石进行称重和测量并确定基准比率之后，队伍需继续找出钻石的缺陷和比对变色情况，并根据所提供的公式降低钻石的估价。然后队伍需挑出价格较高的两颗钻石，将价格与桌面上未完成项链的价格相加。如果最终结果正确，队伍便可获得下一线索。

对抗：这是对抗任务第一次出现在极速前进美国版中。队伍要在安特卫普大广场与主持人会合前，身着薯条玩偶服进行障碍赛。队伍中两人穿好玩偶服后，每次推举其中一名队员上场比赛。比赛内容为每个参赛者推动载有八袋炸薯条的手推车进行障碍赛跑。当袋子掉落，参赛者必须捡起袋子放回推车才可继续进行比赛。每场比赛的获胜队可以直接前往中继站，而失败队需要与下一队继续比赛。与路障任务不同的是，对抗任务中每次上场比赛的人可以更换。输掉最后一场对决的队伍被淘汰出局。
附加任务
[AT1]：由于航空资源有限，本赛段已提前订好飞往荷兰阿姆斯特丹的航班，从那里各个队伍需要坐火车去安特卫普。
[AT2]：抵达安特卫普后，队伍集体前往甜品店 The Chocolate Line，在那里巧克力师傅斯坦发给他们下一个线索。
[AT3]：绕道任务结束后，队伍收到的线索以荷兰语书写，要求队伍前往一个可以找到市政厅和布拉博喷泉的大广场。这条线索引领队伍来到安特卫普大广场

### 第三段（比利时 → 摩洛哥）
首播日期: 2018年1月17日

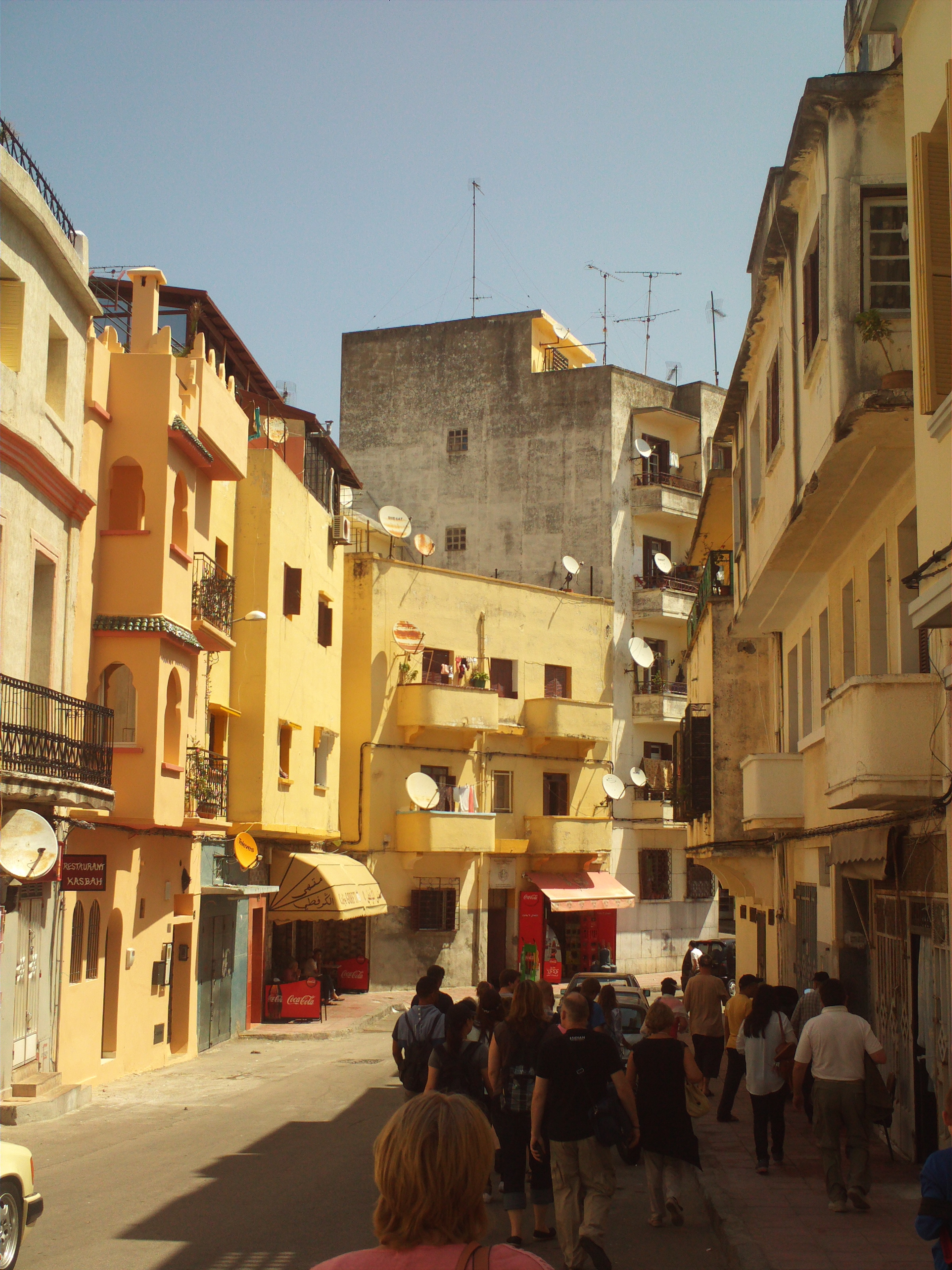
丹吉尔的任务集中在老城区及其狭窄的小巷。

- 安特卫普（安特卫普中央火车站）到 荷兰，阿姆斯特丹（斯希普霍尔机场火车站）
- 阿姆斯特丹（斯希普霍尔机场火车站） to  摩洛哥，丹吉尔（丹吉尔伊本巴图塔机场）
- 丹吉尔（老城渔港）[AT1]
- 丹吉尔（卡沙利巴拉市场）[AT2]
- 丹吉尔（丹吉尔美国使节博物馆，丹吉尔苏丹王宫/城堡博物馆和老电话亭）
- 丹吉尔（大广场 或 Mamounia Palace餐厅）
- 丹吉尔（摩夏宮 （页面存档备份，存于） （法文））

本赛段任务摘要：
路障：谁人准备好飞越城堡？（Who's ready to rock the kasbah?）：一名队员需模仿谍影重重3情节，在丹吉尔的街道和屋顶上穿梭。第一段路程终点为丹吉尔美国使节博物馆。在 Travelocity 地精玩偶经悬索滑到另一座建筑的屋顶后，队员需穿梭在老城狭窄的小巷中找到玩偶所在的屋顶。第一次找到玩偶后，玩偶将继续通过悬索滑到第二座建筑，城堡博物馆的屋顶。队员需继续寻找玩偶的所在地。第二次找到玩偶后，队员需前往一个电话亭找到一部投币电话，然后使用放在地精玩偶身上的硬币接通电话，聆听阿拉伯语早安问候语Sabah al-khair（صباح الخير），并向电话亭店主致以相同问候，店主将把下一线索交给队员。队员需回到卡沙利巴拉市场与另一名队员汇合然后打开线索。
绕道：队伍要选择“卖力送”或“尽情跳”任一任务。
- 送货（Drop it Off）：队伍需前往一个食品批发商的卡车，拿到一箱南瓜，一箱整鸡和一箱橘子。队伍需拖着箱子前往三处地点，Bab Kasbah 交付南瓜, Marhaba Palace 餐厅交付整鸡, Bab el-Assa交付橘子。每次交付成功，店家会交给队伍盖有文字的一张收据，三张收据上的文字拼凑在一起就是本期中继站所在位置。队伍拿到三张收据后，可以回到批发商卡车处换取下一份线索，前往中继站。
- 跳舞（Shake it Off）：队伍需前往 Mamounia Palace 餐厅并换上肚皮舞服装，然后他们要在餐厅里伴随音乐与舞者一起跳舞，同时找出可以拼出中继站地点的三个词。当队伍成功找到三个词并以任何顺序告知侍者，队伍将获得前往中继站的下一个线索。

附加任务
[AT1]:队伍抵达渔港后，需要找到一个有标记的鱼箱，然后把鱼拿到一个塑料箱里码好。队伍必须比对已摆好的鱼箱样例，在摆放时把所有的鱼头朝外。当渔民对队伍码好的鱼箱表示满意时，便会给与队伍下一个线索。
[AT2]:队伍离开渔港后需徒步前往老城区并找到卡沙利巴拉市场。队伍抵达后需要使用阿拉伯语问候语祝你平安（As-salamu alaykum，السَّلَامُ عَلَيْكُمْ）向一名商人表示问候。然后他们将获得下一线索和一个 Travelocity 地精玩偶。

### 第四段（摩洛哥 → 法国）
首映时间: 2018年1月24日

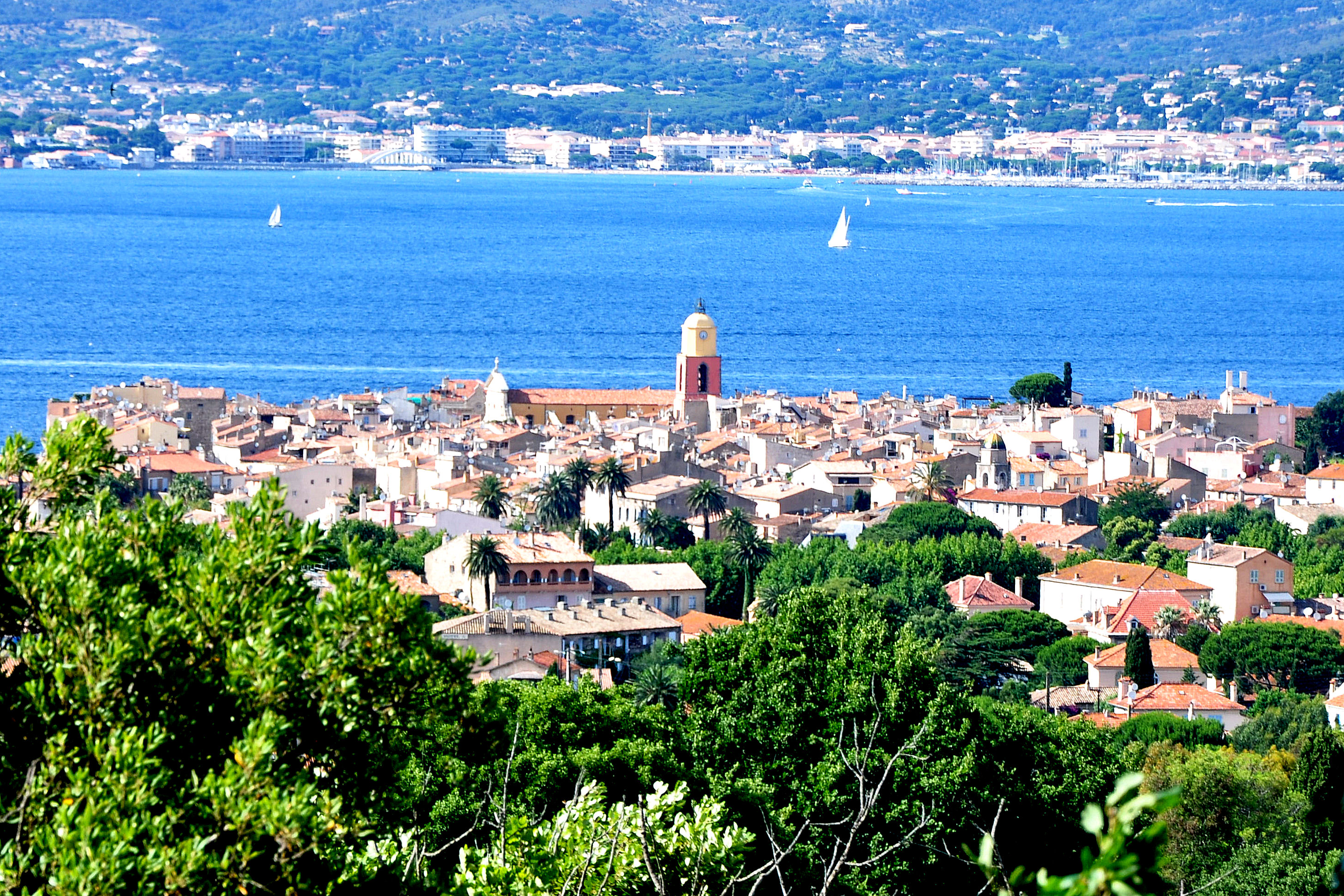
俯瞰圣特罗佩，本赛段队伍所前往的地点。

- 丹吉尔（丹吉尔伊本巴图塔机场）到  法国，普罗旺斯-阿尔卑斯-蓝色海岸大区，尼斯（尼斯蓝色海岸机场）
- 圣特罗佩（Sailing School Water Company De Saint-Tropez 圣特罗佩帆船学校）
- 圣特罗佩（La Tarte Tropézienne 餐厅 （页面存档备份，存于） 或 Sandals Tropéziennes 鞋店 （页面存档备份，存于））
- 圣特罗佩（利斯公园）（对抗）

本赛段任务摘要：
路障：有谁準备好迎风而去？（"Who's ready to break wind?"）：每个队伍的一名成员必须在没有得到任何训练的情况下驾驶单人小型帆船。小组成员必须驾船经过两个浮标，每个浮标挂著下一个线索的其中一半，然后返回岸边，与队友一起打开线索。
减速障碍：塞德里克和肖恩需要按照数字顺序放好十五艘帆船。按顺序放好后他们可以继续参赛。
绕道：队伍要选择“做面包”或“钉凉鞋”任一任务。
- 造面包（Bread）：队伍需要前往La Tarte Tropézienne 餐厅，在那里面包师将告诉他们如何做法式长棍面包。然后团队需要使用30磅（14公斤）面粉制作50个法棍。成功完成制作即可得到下一线索
- 造凉鞋（Tread）：队伍需要前往Sandals Tropéziennes 鞋店，然后每个人做一只凉鞋。检查员将检查他们的凉鞋，检查无误后队伍即可获得下一线索。

对抗：队伍要在利斯公园与主持人会合前，先进行两队一组的法式滚球比赛。两支队伍分别使用黑白两色金属球，每个队员将掷球三次，使所投出的球尽可能靠近目标色球。一旦所有队员完成掷球，最靠近色球的一队为获胜者，同时完成该路段。输掉最后一场对决的队伍被淘汰出局。

### 第五段（法国）
首映时间: 2018年1月24日

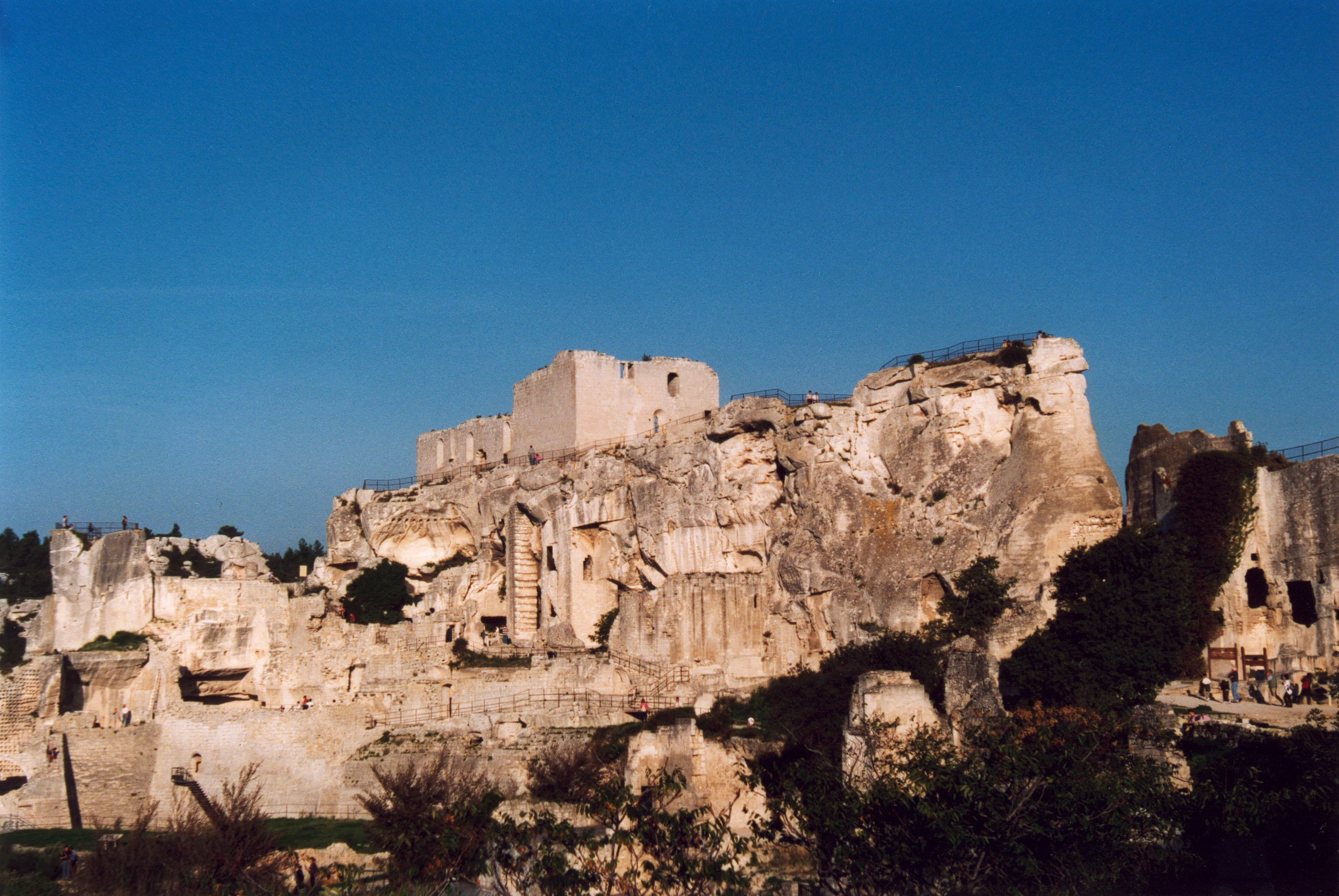
位于普罗旺斯的莱博德城堡，是本赛段路障任务的所在地，曾在第一季中作为中继站登场。

- 普罗旺斯地区莱博（莱博德城堡）
- 莫桑莱阿尔皮莱（Café de la Fontaine 枫丹餐厅 （页面存档备份，存于））[AT1]
- 阿尔勒（阿尔勒竞技场 或 朗格鲁瓦吊桥）
- 普罗旺斯地区莱博（本瓦戈多酒店 （页面存档备份，存于））

本赛段任务摘要：
路障：谁想在今次路障中做中世纪人？（"Who wants to go medieval on this Roadblock?"）：一名队员需根据一个已组装好的重力抛石机从提供的零件自行完成组装。在任务期间，另一名队员将被关在一个颈手枷中。如果士兵对组装的投石机满意，队伍会收到下一个线索。
绕道：：队伍要在“公牛”和“颜色”两个任务中做出选择。
- 公牛（Full of Bull）：队伍需在阿尔勒竞技场内100个小牛模型身上的包中找出代表法国国旗颜色的红，白，蓝三种彩带各一条，并交给场中心的斗牛士以换取下一条线索。
- 颜色（Colorful）：队伍需抵达重建的梵高之桥（Pont Van Gogh），现场放有梵高名作朗格鲁瓦吊桥的滑动拼图。队员需按顺序移动滑块，打开画架，并取出下一条线索。

附加任务
[AT1]：在枫丹餐厅，队伍需找到一个喝红酒的男性顾客，以获得下一条线索。

### 第六段（法国 → 捷克）
首映时间： 2018年1月31日

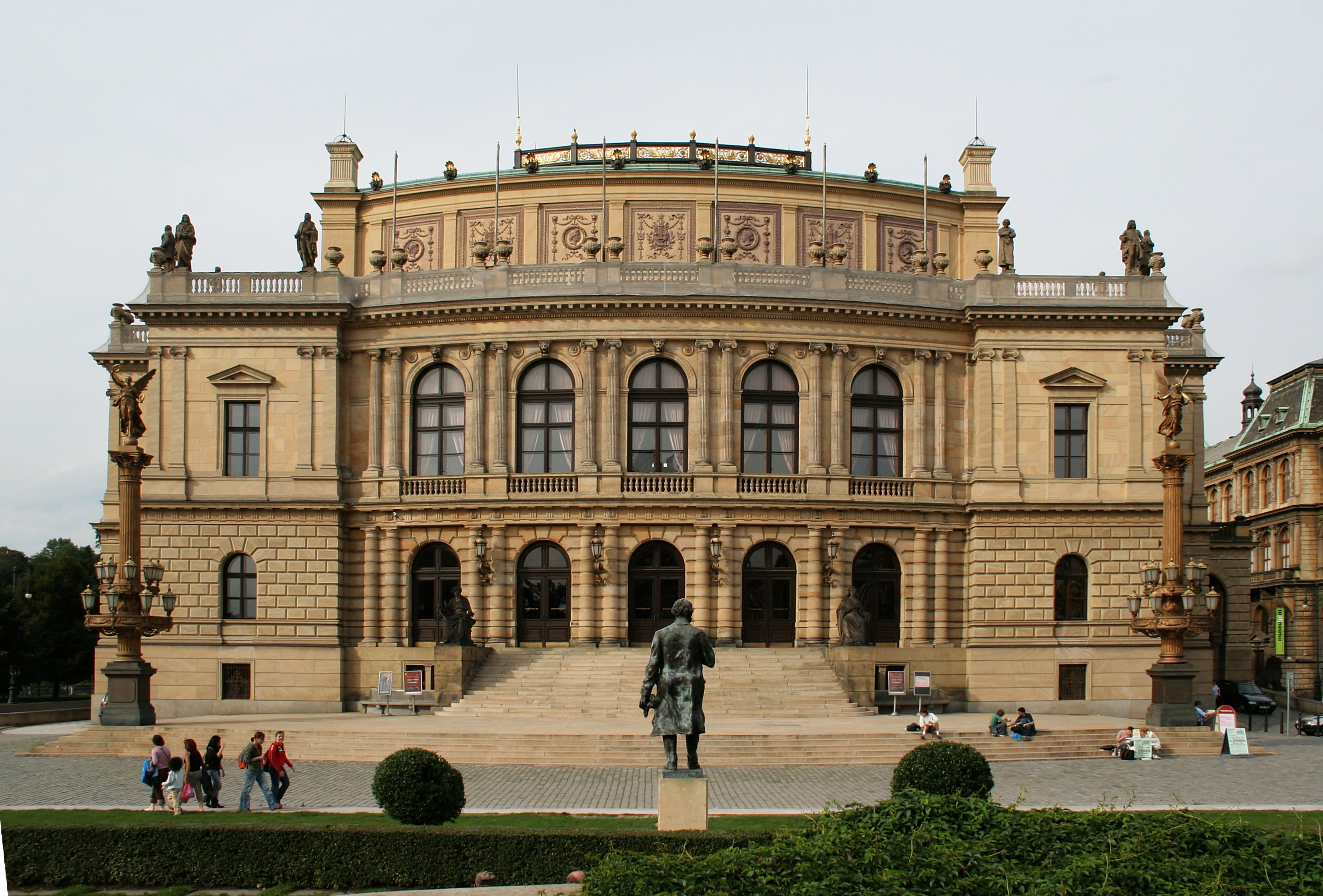
抵达布拉格之后队伍需前往鲁道夫音乐厅。双重回转版设在音乐厅外。

- 马赛（马赛普罗旺斯机场）到  捷克，布拉格，（布拉格瓦茨拉夫·哈维尔国际机场）
- 布拉格（鲁道夫音乐厅）
- 布拉格（老泉啤酒厂和伏尔塔瓦河 – 费德里奧号游船 或 布拉格查理大学）
- 布拉格（Andělská Lázeň 啤酒水疗中心）[AT1]
- 布拉格（Stará Čistírna 污水处理厂）
- 布拉格（莱特纳公园 Letenský profil）

本赛段任务摘要：
绕道：队员需在不知道绕道内容的情况下选择"这个"或者"那个"。绕道任务内容将在队伍抵达任务地点时告知。
- 这个（This）：队伍需前往老泉啤酒厂，在那里他们必须妥善重新码好一堆空啤酒桶来找出藏在其中的一满桶啤酒。然后队伍需接好酒桶并正确打满一杯啤酒并交给酿酒师。在酿酒师满意后，队伍需使用手推车将啤酒桶送到伏尔塔瓦河岸边名叫 Fidelio 的游船上，然后从船长手中获得下一线索。
- 那个（That）：队伍需前往布拉格查理大学天文馆，在那里两位教授正在辩论地圆说和地平说。队伍需在不做笔记的情况下，记下两位教授辩论时所列出的各种数据，然后参加一场口头考试。成功回答全部八个问题后，考官将给出下一线索。

路障：本期路障为任务重温，类似任务曾出现在极速前进第15季第11赛段。一名队员需进入一个放有一百部电话的房间，并找出另一端有人说话的八部电话。每部电话将告知队员一个单词，收集全部八个单词可组成弗朗茨·卡夫卡的一句格言：生命之所以有意义是因为它会停止（The meaning of life is that it stops）。队员在不允许做笔记的情况下需听清并记下每个单词。获得全部八个单词后，队员需填写一份表格，填入若干个人信息，并尝试使用八个单词拼出格言。成功后检察院将给出下一线索。
附加任务
[AT1]：结束绕道任务之后，队伍需前往Andělská Lázeň 啤酒水疗中心，从正在洗啤酒浴的三位顾客手中拿到下一线索。

### 第七段（捷克 → 津巴布韦）
首播日期: 2018年2月7号

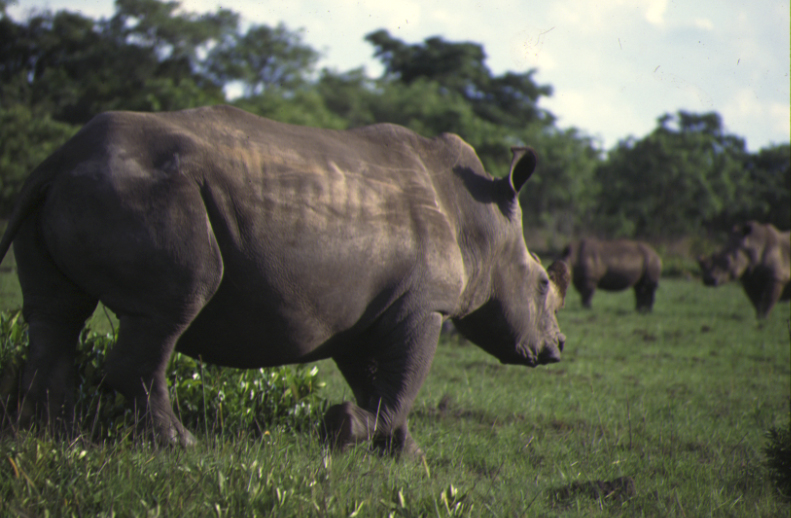
在伊维尔犀牛与野生动物保护区，隊伍將會進行節目史上第一次的交換隊友.

- 布拉格（布拉格瓦茨拉夫·哈维尔国际机场）到  津巴布韦，哈拉雷（哈拉雷国际机场）
- 哈拉雷（哈拉雷火车站）到 马龙德拉（马龙德拉火车站）
- 马龙德拉（伊维尔犀牛与野生动物保护区 （页面存档备份，存于））（野营过夜 & 交换同伴）[AT1]
- 马龙德拉（伊维尔犀牛与野生动物保护区 – 伊维尔湖）[AT2]
- 马龙德拉（伊维尔犀牛与野生动物保护区 – 瞭望塔）
- 马龙德拉（伊维尔犀牛与野生动物保护区 – Savannah平原俯视台）

本赛段任务摘要：
绕道：队伍要在“犀牛路”或“割灌木”两个任务中做出选择。
- 犀牛路（Rhino Track）：队伍需骑马通过保护区，沿途发现并收集偷猎者在指定地点留下的8条证据。收集完成后，队伍需返回起点，并获得贴有地点照片的保护区地图。队伍需正确放置所获得的所有八条证据。完成后队伍将获得下一线索。
- 割灌木（Bush Whack）：队伍需驾驶一辆越野车，沿着给出的路线，在指定地点获得包括满满一壶水的补给用品。然后队伍需通过两个泥沼，一名队员需首先趟过沼泽以确定最好的路线，然后尝试驾驶车辆通过沼泽。通过沼泽之后队伍将抵达一个护林站，在那里队伍需挖出一个空的水壶，并将之前获得的一壶水埋回所在地点。回到出发点后队伍可获得下一线索。

两个任务均只有三个名额。
附加任务
[AT1]：抵达伊维尔犀牛与野生动物保护区的露营地后，队伍需正确搭好提供的狩猎帐篷，并在帐篷里过夜。主持人菲尔在次日凌晨4点将他们叫醒，并告知各队需要按照帐篷完成顺序选择交换同伴的队伍。
[AT2]：新组建的队伍需划动简易木筏，在伊维尔湖中找到他们的下一个线索。线索被夹在两个运动水壶中间，捆好挂在树上。找到线索后，队伍划向任务地点。
注：到达中继站后，队员必须与原始队员汇合后才可以宣布抵达中继站。

### 第八段（津巴布韦）
首播日期: 2018年2月7号

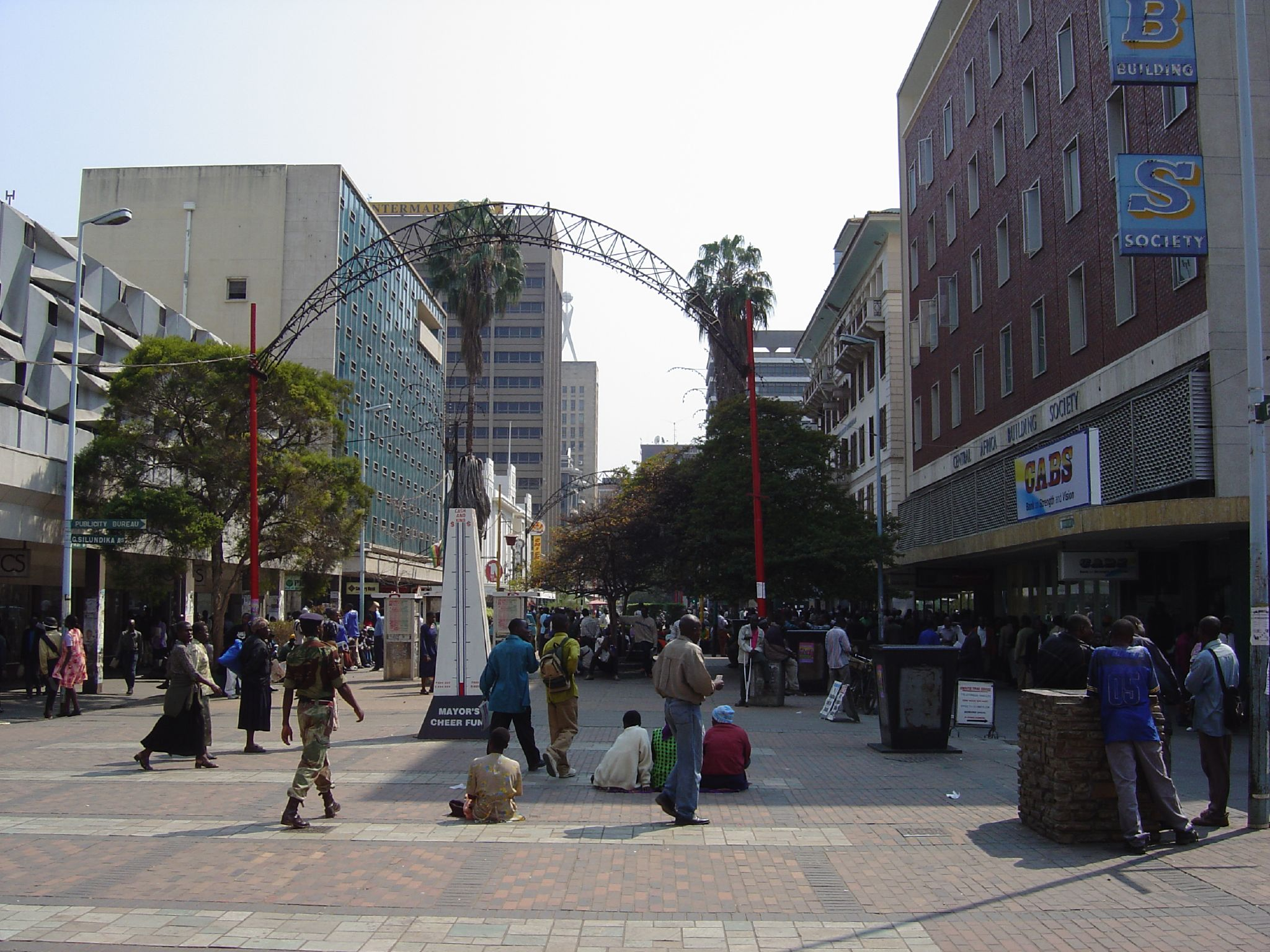
队伍在津巴布韦首都哈拉雷第一大街步行街完成本期双赛段。

- 哈拉雷（可汗布料，服饰，和体育用品店）
- 哈拉雷（东门商场 或 玛加巴轮胎和卡梅伦五金商店）
- 哈拉雷（哈拉雷花园）[AT1]
- 哈拉雷（第一大街步行街）

本赛段任务摘要：
绕道：队伍要在“小心轻放”或“使命必达”两个任务中做出选择。
- 小心轻放（Handle with Care）：队伍需抵达东门商场，并前往收发室。在那里有七个大包裹，队伍需将包裹送到商场内各个企业，然后收取企业需寄出的邮件并送回收发室。送货完成后，队伍将收到下一线索。
- 随手送到（Just Get it There）：队伍需抵达玛加巴轮胎，然后使用滚动轮胎的方法，运送一大一小两只轮胎。队伍需穿过市场，将轮胎送到停在卡梅伦五金商店后的，涂有标记的卡车上，然后获得下一线索。

附加任务
- [AT1]：抵达哈拉雷花园后，队伍需挑选一位歌唱老师，学习用修纳语演唱 Four Brothers 的歌曲 'Pasi Pano Pane Zviedzo'。然后队伍需上台演出。在乐队伴奏之下，队伍需发音准确并跟着音乐节拍舞动。成功演唱后，队伍可获得下一线索。

### 第九段（津巴布韦 →巴林）
首播日期: 2018年2月14号

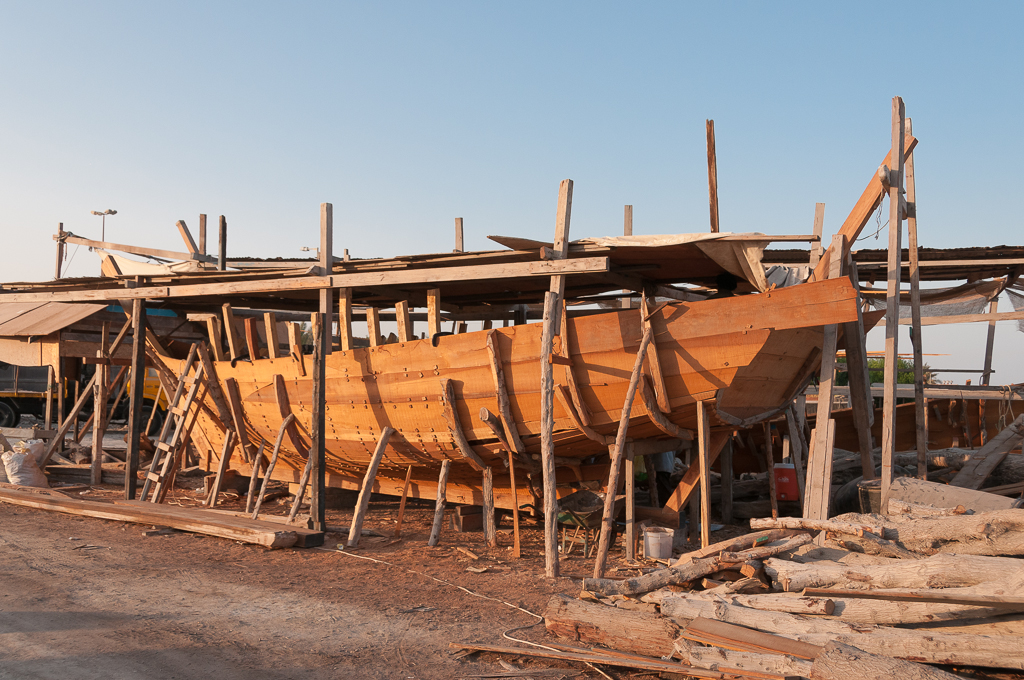
抵達巴林後，隊伍要完成木材稱重的任務。

- 哈拉雷（哈拉雷国际机场）到  巴林，麦纳麦（巴林国际机场）[6][AT1]
- 麦纳麦（巴林金融港，单桅帆船船坞）[AT2]
- 麦纳麦（胡辛莫沙威特糖果店）[AT3]
- 麦纳麦（戴蒙陶瓷厂）[AT4]
- 萨拉克（巴林耐力村）[AT5]
- 哈菲拉（巴林生命之树）

本赛段任务摘要：
附加任务
- [AT1]：队伍需前往哈拉雷花园以开始赛段。
- [AT2]：队伍需搬运总计300磅（140千克）的木材放在称重秤上以换取他们的下一个线索。
- [AT3]：队伍需要找出“哈尔瓦之王”。而后队伍会发现这是一种当地的一种果冻甜点，每人吃掉一勺甜点后店主会给出下一线索。
- [AT4]：队伍需选择一个包含十件各种小物件的盒子，记住它们的特征，然后在商店周围数百件陶器中找到配套物件，并将陶器带回起点。每次只允许带回一件陶器。十件配套物件全部找到后，队伍会收到内含下一线索的陶器。队伍需打碎陶器，取出线索。
- [AT5]：队伍需选择一位骆驼牧民，他会告诉队员如何给骆驼挤奶。然后其中一名队伍需手持量杯挤奶，另一位队员协助保持骆驼平静。駱駝奶装满一杯后队伍可收到下一线索。

注：巴林有一条未播出任务。队伍需回答三条问题，给出每条问题对应的队员。三条问题分别是“谁更有话语权？”，“谁是第一个退出任务的人？”，“谁最了解他们的队友？”。两名队员需一起回答这些问题，但其中一名成员需要站在从船上伸出的一块木板，船此时漂浮在巴林湾中。两人答案不一致，站在模板上的队员需跳入水中，然后重新进行问答。队员答案相符后，即可获得下一线索。该任务由于戏剧性的护照丢失情况占用播出时长而从节目中删除。

### 第十段（巴林 → 泰国）
首播日期: 2018年2月14号

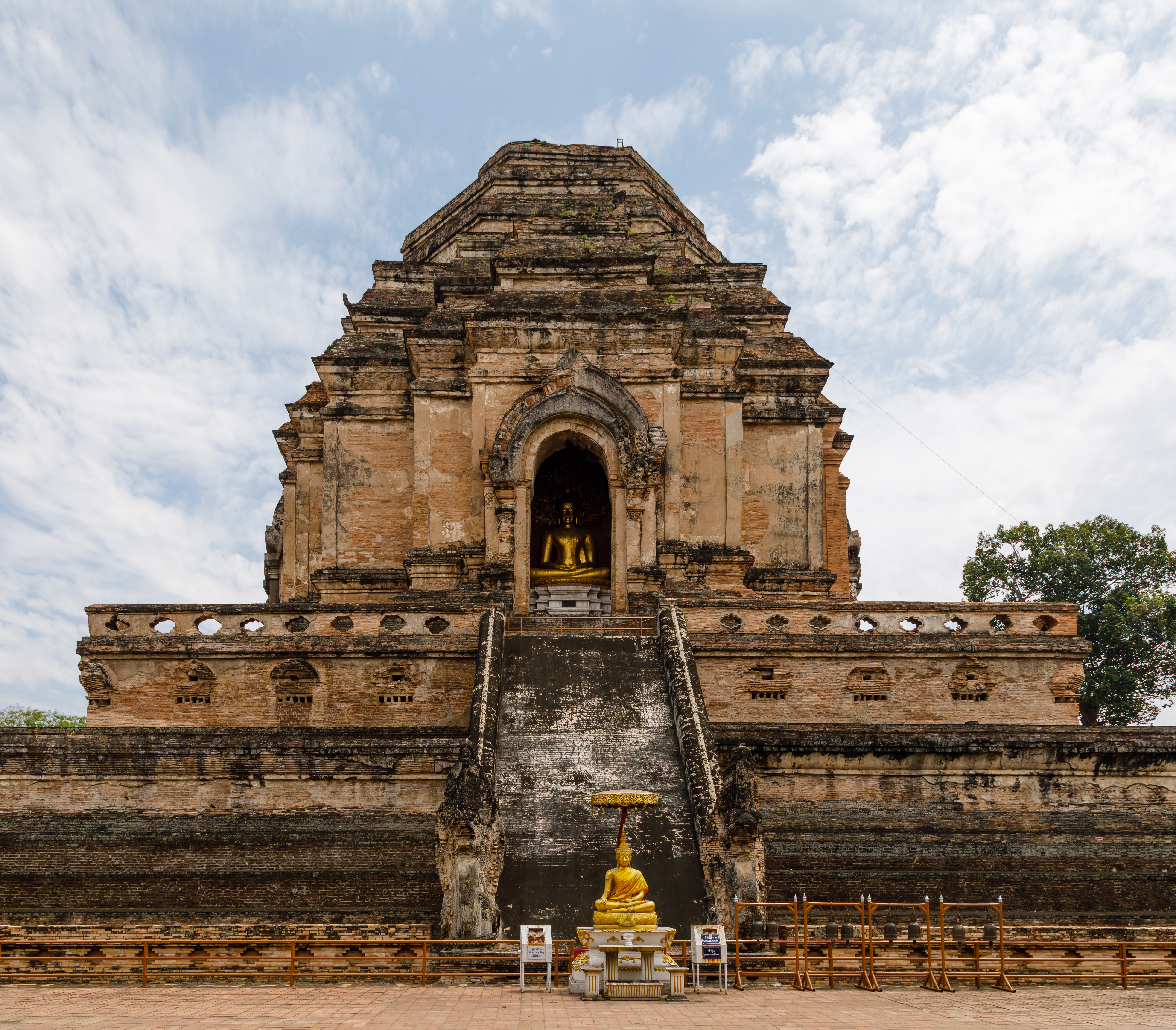
清邁的契迪龙寺為本賽段的中繼站

- 穆哈拉格（巴林国际机场）往 泰国，清迈（清迈国际机场）[9][10] [AT1]
- 清迈（皇家阿勃勒花卉博览会）[AT2]
- 清迈（帕塔拉大象农场 或 Baan Kaew 稻田）
- 清迈（康托克帝王餐厅）
- 清迈（契迪龙寺）

本赛段任务摘要：
绕道：队伍要在“测量”和“捕捉”两个任务中做出选择。
- 测量（Size It）: 队伍需在大象的小象在场的情况下计算出大象的身高和体重。如果兽医确认计算正确，队伍将乘上大象行经小路，喂过大象后可获得下一线索。
- 捕捉（Seize It）: 队伍需在稻田中捕获20只牛蛙，然后获得下一线索。

路障：谁想试食泰新菜﹖（Who wants to Thai something new?）: 一名队员需吃掉三只煮熟的蝎子和一只牛蛙。在任务期间，另一名队员的身上将会被放上活蝎子。一旦他们吃完了，他们将收到下一个线索。
附加任务
- [AT1]：队伍需首先前往穆哈拉格 Arad Walkway 附近的猎鹰雕像以开始赛段。
- [AT2]：队伍需在众多大象雕像中发现挂有花环的其中一座雕像。然后他们需拿着花环，在附近找到其中一位撑着雨伞的女人，如果她接受花环，她将给出下一个线索。

注：本赛段，队伍需选定一辆提供的双排车作为交通工具。

### 第十一段（泰国 → 香港）
首播日期: 2018年2月21日

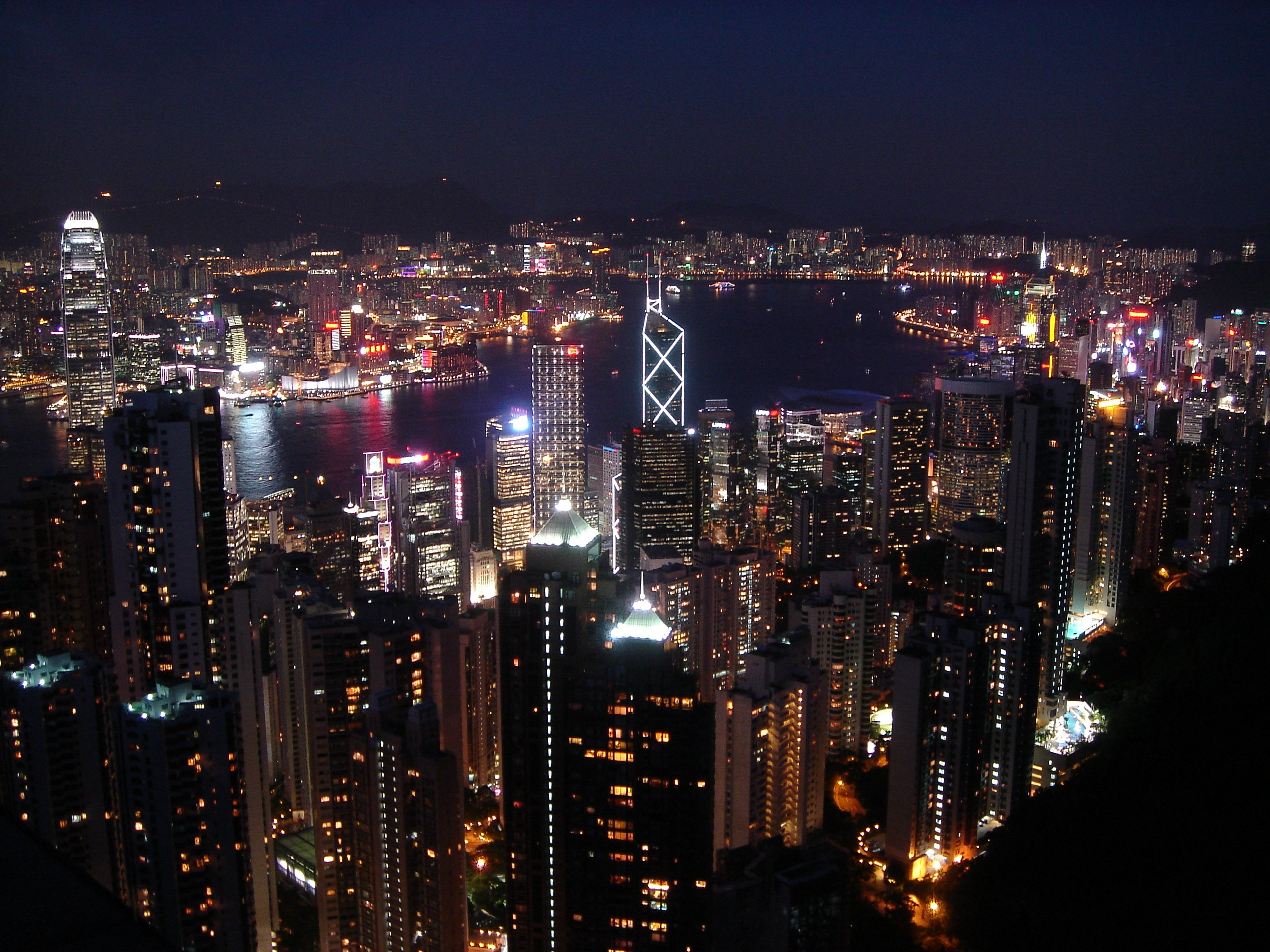
抵達香港後，隊伍要前往太平山与香港天际线的合影.

- 清迈（清邁國際機場）往 香港, 赤鱲角（香港国际机场）[10]
- 中西區（太平山—獅子亭）[AT1]
- 南區（香港仔海濱公園）
- 南區（香港仔避風塘 或 鴨脷洲金寶海鮮酒家）
- 中西區（中環四號碼頭）
- 中西區（蘭桂坊）[AT2]
- 灣仔區（莊士敦道與灣仔道交界）

本赛段任务摘要：
减速障碍：Henry & Evan 需将蜡烛放入四十个纸灯笼中，然后继续比赛。
绕道：队伍要在“大闸蟹”和“猜菜式”两个任务中做出选择。
- 大闸蟹（Hairy Crab）：队伍需要在模拟的台风天气下，将50只活大闸蟹正确捆好并放入篮筐中，然后收到下一线索。
- 猜菜式（Grub Grab）：其中一名队员需记下食客以广东话点的八道菜，并告知在厨房的另一位队员准备相应菜品。所有菜名均标有拼音。所有菜品正确上桌，队伍可收到下一线索。

路障：一名队员需穿着保护服装，然后使用球棒砸烂一堆旧电子物品，以找到放在其中分为两半的线索。找到线索后，队员需向废物队泼洒一加仑颜料以创造一幅“愤怒艺术”作品。与此同时，另一位队员会拷在一个公文包上。
附加任务
- [AT1]：抵达香港后，所有队伍需前往太平山顶，在那里拍摄与香港天际线的合影。相片上印有他们的下一线索。
- [AT2]：在完成路障后，队伍需在兰桂坊的街道上搜索三个代表特定赛段的标志：华盛顿广场拱门（第一赛段），菲斯帽（第三赛段），和公牛（第五赛段）。对应赛段号码的其中一种排列组合是与未参加路障队员拷在一起的公文包的开启密码。公文包中装有赛段中继站地址和手铐钥匙。各组手提箱密码不同。

### 第十二段（香港 → 美国）
首播日期： 2018年2月21日

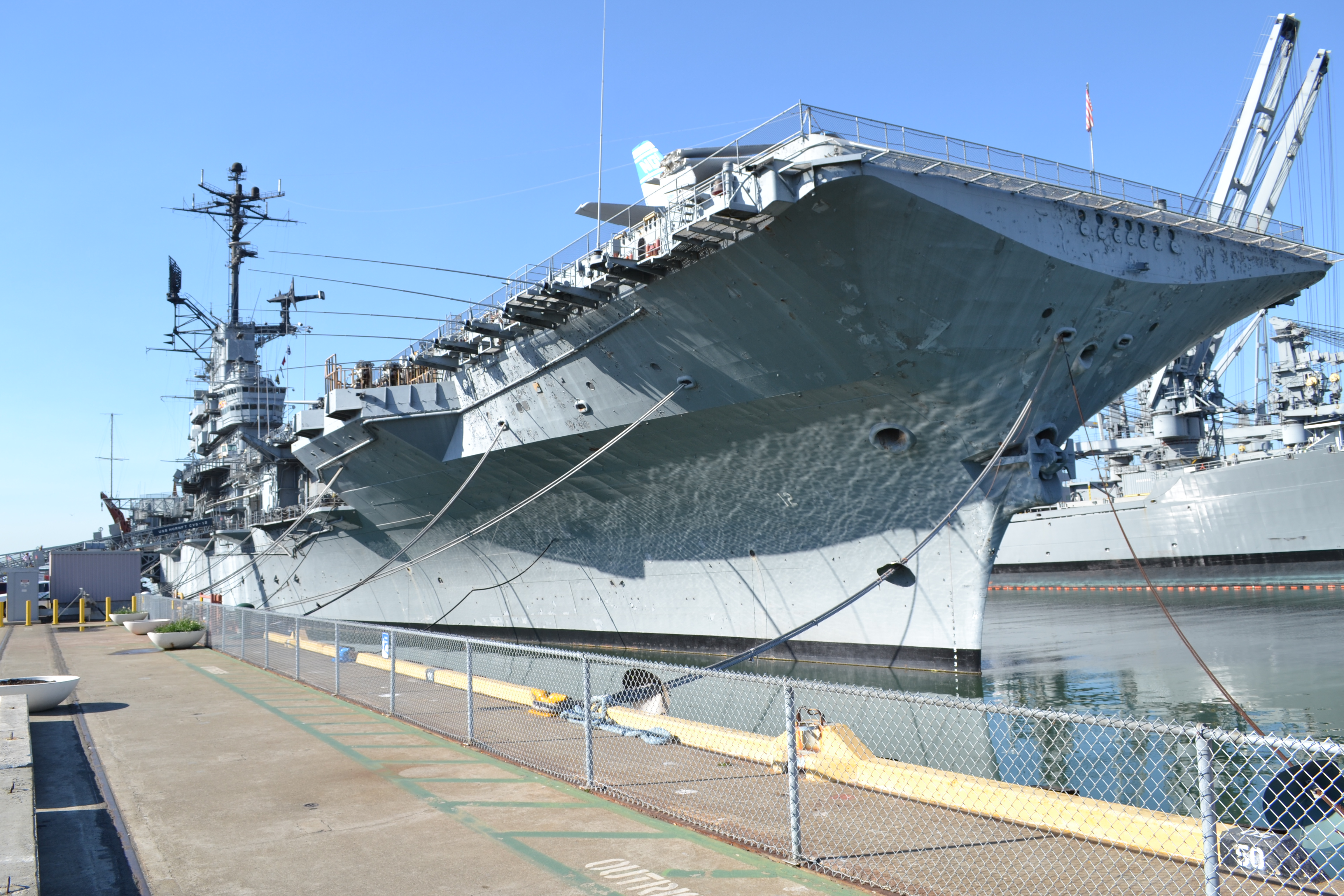
美国大黄蜂号航空母舰博物馆為本季最終任務的進行地點，同時也是終點線.

- 赤鱲角（香港国际机场）往  美国，加利福尼亚，旧金山 (旧金山国际机场)[11]
- 旧金山（AT&T球场-威利·梅斯雕像）[AT1]
- 旧金山（麦考维湾）[AT1]
- 旧金山（旧金山-奥克兰海湾大桥）
- 旧金山（金门饼食公司）[AT2]
- 阿拉米达（美国大黄蜂号航空母舰博物馆） [AT3]

本赛段任务摘要：
路障：一名队员需使用上升器将自己拉起200英尺（61米）以到达旧金山奥克兰湾大桥中心锚地的顶部。然后他们需进入建筑物，装备好挽具，并穿上带有明亮灯带的服装，然后从木板上自由落下以获得下一个线索。
附加任务
[AT1]：队伍需在AT&T球场找出旧金山巨人队球手威利·梅斯棒球职业生涯击出全垒打的次数（660），然后在球场旁的麦考维湾中，划皮划艇找到三个带编号的棒球以组成这个数字。队伍寻找数字棒球的过程中，巨人队吉祥物海豹卢还在持续将棒球投入海湾。队伍成功获得号码棒球后即可获得下一线索。
[AT2]：队伍从路障任务中获得的线索是一道画谜，谜底为"Golden Gate Cookie Factory（金门饼干公司）"指向金门饼食公司。在公司现场，每名队员需成功制作51枚，合共102枚幸运饼干。通过检查后队伍会收到一枚巨型幸运饼干，掰开后获得下一线索。
[AT3]：队伍需在大黄蜂号甲板上选择一部模型飞机的机身，然后根据机身颜色在整艘航空母舰搜寻12块飞机部件。而后未参加前一路障任务的队员需负责正确组装模型。每块飞机部件都贴有代表过往赛段的图画，但插在机身上的6块部件需正确组合出全部十二段赛段。一旦拼出正确组合，队伍即可前往顶层甲板上的终点线。
| 赛段# | 国旗   | 国家     | 标志物   |
| ----- | ------ | -------- | -------- |
| 1     | 冰岛   | 冰岛     | 越野头盔 |
| 2     | 比利时 | 比利时   | 炸薯条   |
| 3     | 摩洛哥 | 摩洛哥   | 鱼       |
| 4     | 法國   | 法国     | 桨       |
| 5     | 法國   | 法国     | 骑士     |
| 6     | 捷克   | 捷克     | 放大镜   |
| 7     | 辛巴威 | 津巴布韦 | 水壶     |
| 8     | 辛巴威 | 津巴布韦 | 麦克风   |
| 9     | 巴林   | 巴林     | 称重称   |
| 10    | 泰国   | 泰国     | 象       |
| 11    | 香港   | 香港     | 手铐     |
| 12    | 美国   | 美国     | 幸运饼干 |

注：最后三队飞往旧金山的航班免费升级至商务舱。